# Базарно-Карабулакский район
База́рно-Карабула́кский райо́н — административно-территориальная единица (район) и муниципальное образование (муниципальный район) в Саратовской области России.
Административный центр — рабочий посёлок (посёлок городского типа) Базарный Карабулак.

## География
Расположен в северной части Правобережья, на Приволжской возвышенности. Пересечённый рельеф и значительная лесистость района создают привлекательные пейзажи.
Территория района — 2,3 тыс. км². Протяжённость автодорог общего пользования с твёрдым покрытием — 324,0 км.

## История
Район образован 23 июля 1928 года в составе Вольского округа Нижне-Волжского края. В его состав вошла территория бывшей Базарно-Карабулакской волости Саратовского уезда Саратовской губернии.
С 1934 года район в составе Саратовского края, с 1936 года — в Саратовской области.
В 1958 году в состав района включена часть территории упразднённого Куриловского района с центром в с. Вязовка.

## Население
| 1959    | 1970    | 1979    | 1989    | 2002    | 2009    | 2010    | 2011    |
| ------- | ------- | ------- | ------- | ------- | ------- | ------- | ------- |
| 55 462  | ↘47 386 | ↘38 238 | ↘36 410 | ↗36 571 | ↘32 967 | ↘31 841 | ↘31 750 |
| 2012    | 2013    | 2014    | 2015    | 2016    | 2017    | 2018    | 2019    |
| ↘31 000 | ↘30 305 | ↘29 761 | ↘29 456 | ↘29 188 | ↘28 883 | ↘28 301 | ↘27 790 |
| 2020    | 2021    |         |         |         |         |         |         |
| ↘27 627 | ↘26 476 |         |         |         |         |         |         |

### Урбанизация
В городских условиях (пгт Базарный Карабулак и Свободный) проживают 41.37 % населения района.

### Национальный состав
По переписи 2010 года: русские — 79,6 %, татары — 8,9 %, чуваши — 6,7 %, мордва, украинцы и др.
Имеются населённые пункты компактного проживания отдельных национальностей (Белая Гора — чуваши, татары; Шняево — чуваши; Казанла — чуваши; Сухой Карабулак, Рязайкино — мордва-эрзя; Яковлевка — татары).

## Муниципально-территориальное устройство
В Базарно-Карабулакский муниципальный район входят 10 муниципальных образований, в том числе 2 городских поселения и 8 сельских поселений:
| №        | Муниципальное образование                       | Административный центр             | Количество населённых пунктов | Население | Площадь, км2 |
| -------- | ----------------------------------------------- | ---------------------------------- | ----------------------------- | --------- | ------------ |
| 1e-06    | Городские поселения:                            |                                    |                               |           |              |
| 1        | Базарно-Карабулакское муниципальное образование | рабочий посёлок Базарный Карабулак | 1                             | ↘9134     | 9,98         |
| 2        | Свободинское муниципальное образование          | рабочий посёлок Свободный          | 12                            | ↘4733     | 399,24       |
| 2.000002 | Сельские поселения:                             |                                    |                               |           |              |
| 3        | Алексеевское муниципальное образование          | село Алексеевка                    | 5                             | ↘2508     | 312,67       |
| 4        | Большечечуйское муниципальное образование       | село Большая Чечуйка               | 3                             | ↘728      | 117,20       |
| 5        | Липовское муниципальное образование             | село Липовка                       | 9                             | ↘2006     | 422,07       |
| 6        | Максимовское муниципальное образование          | село Максимовка                    | 5                             | ↘1776     | 314,11       |
| 7        | Старобурасское муниципальное образование        | село Старые Бурасы                 | 3                             | ↘875      | 130,21       |
| 8        | Старожуковское муниципальное образование        | село Старая Жуковка                | 3                             | ↘2015     | 384,45       |
| 9        | Шняевское муниципальное образование             | село Шняево                        | 2                             | ↘716      | 73,07        |
| 10       | Яковлевское муниципальное образование           | село Яковлевка                     | 4                             | ↗1985     | 130,83       |

В рамках организации местного самоуправления в 2005 году в новообразованном муниципальном районе были созданы 2 городских и 11 сельских поселений. В 2018 году из них были упразднены следующие муниципальные образования: Вязовское (включено в Старожуковское), Тепляковское (включено в Липовское), Хватовское (включено в Свободинское).

## Населённые пункты
В Базарно-Карабулакском районе 47 населённых пунктов, в том числе 45 сельских и 2 городских (рабочих посёлка).
| №  | Населённый пункт   | Тип             | Население | Муниципальное образование |
| -- | ------------------ | --------------- | --------- | ------------------------- |
| 1  | Абдуловка          | деревня         | ↘203      | Яковлевское               |
| 2  | Адоевщина          | село            | ↘278      | Свободинское              |
| 3  | Алексеевка         | село            | ↘1837     | Алексеевское              |
| 4  | Анютино            | село            | 20        | Максимовское              |
| 5  | Арбузовка          | село            | 81        | Липовское                 |
| 6  | Базарный Карабулак | рабочий посёлок | ↘9134     | Базарно-Карабулакское     |
| 7  | Белая Гора         | село            | ↘365      | Шняевское                 |
| 8  | Белый Ключ         | село            | 63        | Липовское                 |
| 9  | Березовка          | село            | ↘439      | Липовское                 |
| 10 | Большая Гусиха     | село            | ↘365      | Липовское                 |
| 11 | Большая Чечуйка    | село            | ↘457      | Большечечуйское           |
| 12 | Борисовка          | село            | ↘115      | Старобурасское            |
| 13 | Вязовка            | село            | ↘753      | Старожуковское            |
| 14 | Землянки           | село            | 40        | Яковлевское               |
| 15 | Ивановка           | село            | ↘849      | Алексеевское              |
| 16 | Казанла            | село            | ↘1041     | Свободинское              |
| 17 | Ключи              | село            | ↘550      | Максимовское              |
| 18 | Комсомольский      | посёлок         | 96        | Максимовское              |
| 19 | Лесная Нееловка    | село            | ↘455      | Свободинское              |
| 20 | Липовка            | село            | ↘979      | Липовское                 |
| 21 | Максимовка         | село            | ↘664      | Максимовское              |
| 22 | Малая Гусиха       | село            | 66        | Липовское                 |
| 23 | Малые Озерки       | село            | ↘89       | Липовское                 |
| 24 | Марьино            | село            | ↘196      | Большечечуйское           |
| 25 | Нечаевка           | деревня         | 17        | Алексеевское              |
| 26 | Никольское         | село            | 15        | Старобурасское            |
| 27 | Новая Жуковка      | село            | ↗149      | Свободинское              |
| 28 | Новиковка          | деревня         | 93        | Алексеевское              |
| 29 | Ольгино            | село            | 0         | Алексеевское              |
| 30 | Равнинный          | посёлок         | ↘41       | Свободинское              |
| 31 | Репьёвка           | село            | ↘285      | Яковлевское               |
| 32 | Рязайкино          | село            | 3         | Свободинское              |
| 33 | Свободный          | рабочий посёлок | ↘1820     | Свободинское              |
| 34 | Содом              | село            | ↘281      | Свободинское              |
| 35 | Старая Жуковка     | село            | ↘861      | Старожуковское            |
| 36 | Старые Бурасы      | село            | ↘1045     | Старобурасское            |
| 37 | Степная Неёловка   | село            | ↘117      | Свободинское              |
| 38 | Стригай            | село            | ↘748      | Старожуковское            |
| 39 | Сухой Карабулак    | село            | ↘869      | Максимовское              |
| 40 | Тепляковка         | село            | ↘514      | Липовское                 |
| 41 | Толстовка          | село            | 72        | Липовское                 |
| 42 | Ханенёвка 1-я      | село            | ↘338      | Большечечуйское           |
| 43 | Ханеневка 2-я      | село            | ↘120      | Свободинское              |
| 44 | Хватовка           | село            | ↘1735     | Свободинское              |
| 45 | Хмелевка           | деревня         | ↘33       | Свободинское              |
| 46 | Шняево             | село            | ↘565      | Шняевское                 |
| 47 | Яковлевка          | село            | ↘1657     | Яковлевское               |

## Экономика
Экономика сельскохозяйственной направленности, выращиваются зерновые, подсолнечник, молочно-мясное животноводство.
Промышленные предприятия связаны с сельским хозяйством: консервный и молочный заводы, мясокомбинат. Кроме этого имеется мебельная фабрика и стекольный завод.

## Транспорт
Через территорию района проходит автомобильная трасса «Саратов—Базарный Карабулак—Балтай», и однопутная неэлектрифицированная железнодорожная линия «Аткарск—Сенная» со станциями Карабулак (в пос. Свободный) и Высотная (в с. Хватовка). Местный аэропорт в районном центре Базарный Карабулак в настоящее время не действует.

## Достопримечательности
В районе существует система детских оздоровительных лагерей и спортивных учреждений. В районе расположено известнейшее и одно из старейших в области лесничеств. К достопримечательностям также относятся многочисленные чистые родники.
К достопримечательностям района относится легенда о зарытых Степаном Разиным сокровищах.